# كحول أنيسيلي
الكحول الأنيسيلي أو كحول اليانسون (4-ميثوكسي بنزيل) هو مركب عضوي وصيغته الكيميائية CH3OC6H4CH2OH. ويأتي الكحول الأنيسيلي في شكل سائل عديم اللون ويُستخدم في العطور ومكسبات الطعم. يوجد الكحول الأنيسيلي طبيعيًا ولكن يتم إنتاجه عن طريق تبخير ألدهيد اليانسون.